# 博罗县古戏台
古戏台，位于中国广东省惠州市博罗县罗阳街道义和社区天上园小学，为博罗县的一个县级文物保护单位，类型为古建筑，公布时间为1985年。
古戏台的历史年代为清代。